# New Vienna, Ohio
New Vienna är en ort (village) i Clinton County i Ohio. Vid 2010 års folkräkning hade New Vienna 1 224 invånare.